# ベネデン条虫
ベネデン条虫（ベネデンじょうちゅう、学名：Moniezia benedeni）は、ウシ、ヒツジ、ヤギ、スイギュウ、カモシカなどの小腸に寄生する条虫の1種。体長100-400cm、体幅20-26mmであり、中間宿主はササラダニ類である。なお、ウシでの病原性は低い。